# Grupero
Grupero, música grupera, onda grupera o movimiento grupero es un subgénero de la música regional mexicana. Se caracteriza por el uso de instrumentos electrónicos como guitarra eléctrica, bajo eléctrico, sintetizador, teclado electrónico,  secuenciador, caja de ritmos, batería electrónica y percusiones electrónicas.
La denominación música grupera se popularizó definitivamente en los años 1990 para referirse colectivamente a lo que ahora se refiere como música regional mexicana o regional mexicano. Este último término fue asimilado igual en México como en Estados Unidos a principios de los años 2000.

## Desarrollo
El nombre proviene de que muchos de estos ensambles musicales iniciaban con el nombre de "grupo". La mayor parte de las agrupaciones integrantes de esta denominación tuvieron un origen rural y varios anteriormente se dedicaban a tocar el género rock. Según Madrid citado por Rivera el movimiento grupero tiene su auge en los años 70 distintos con artistas de gran fama que se incluyeron bajo el apelativo de música tropical como Mike Laure, Rigo Tovar, Chico Che y agrupaciones tanto mexicanas como de otros países que comenzaron a fusionar la balada romántica con ritmos más bailables como Los Baby's, Los Freddy's, Los Corazones Solitarios, Los Pasteles Verdes, Los Barón de Apodaca y Los Caminantes. Según Arias, por influencia de la industria musical y cinematográfica los grupos más destacados del norteño se convertirían en sinónimo de “gruperos”.
En los años 1990 la denominación grupero y sus variaciones comienzan a ser parte de la industria musical mexicana y a tener notoriedad mediática incluyendo a grupos diferentes entre sí como Los Temerarios, Los Bukis, Los Tigres del Norte, Bronco, La Mafia, La Industria del Amor, Conjunto Primavera, Ana Bárbara, Los Bybys,Grupo Bryndis, Los Acosta, Liberación, Grupo Mandigo, Mi Banda El Mexicano, Banda Machos y como primera artista estadounidense popular en ambos lados de la frontera, Selena. Industrias mediáticas popularizaron esta denominación para generar conceptos basados en el grupero como la radiodifusora La Z (su eslogan es "Salvajemente grupera"), revistas especializadas como Furia Musical y canales de cable como Bandamax. Empresas como Televisa incluyeron a grupos de la onda grupera como Bronco en telenovelas como Dos mujeres, un camino. Más tarde se incluiría bajo el apelativo a agrupaciones de la cumbia tropical como Celso Piña, Margarita la Diosa de la Cumbia y Los Ángeles Azules.
Una inflexión en el desarrollo del grupero sería la popularización a nivel nacional e internacional de agrupaciones basadas en el género de la banda sinaloense principalmente a través de Banda El Récodo de Cruz Lizárraga y otras como La Original Banda El Limón y La Arrolladora Banda El Limón.
A principios de los años 2000 en México se empezó a usar el término de música regional mexicana o regional mexicano qué ya se usaba por varios años en Estados Unidos para referirse homogéneamente a las variaciones de la música campirana mexicana y dejar de incluir artistas de música tropical dentro del término, mientras grupero refiriéndose a las agrupaciones o solistas qué utilizan guitarras y bajos eléctricos, teclados eléctricos y baterías, pero qué tocaban baladas, cumbias, rancheras, corridos, boleros y huapangos,  y dicho género siendo uno de los numerosos estilos bajo el apelativo de regional mexicano.

## Características
Como indica Rivera Godina (2015) no existe una definición única que defina al grupero pero existen diversos autores que han intentado explicarlo desde distintas perspectivas:
- José Simón Guzmán - Género que se construyó a partir de la industria musical mexicana y estadounidense usando instrumentos eléctricos como bajo, batería, teclados y sintetizadores. Tiene influencia de la música tropical y del rock and roll.
- Cathy Ragland - La onda grupera se construyó con base en instrumentos eléctricos y variantes regionales del norteño, incorporando una vestimenta única.
- Helena Simonett - Movimiento musical surgido de la banda sinaloense pero que incorpora sonidos tropicales como cumbia y música norteña.
- Alejandro L. Madrid - Movimiento musical surgido del México rural desde los años 70 que se populariza en los años 1990.

## Ejemplos de exponentes gruperos
- Ana Bárbara
- Los Bukis
- Los Temerarios
- Bronco
- Los Caminantes
- Los Yonic's
- Grupo Yndio
- Los Baby's
- Los Muecas
- Los Solitarios
- Los Freddy's
- Grupo Ladrón
- Rigo Tovar
- Los Pasteles Verdes
- La Tropa Loca
- Los Chicanos
- El Jefe y su Grupo
- Los Barón de Apodaca
- Los Mismos
- Grupo Miramar
- Los Bybys
- Los Acosta
- La Mafia
- Los Terrícolas
- Los Ángeles Negros
- Grupo Liberación
- Grupo Pegasso
- Grupo Bryndis